# Herkulan z Piegaro
Herkulan z Piegaro (ur. w 1390 w Piegaro; zm. 28 maja 1451 w Castelnuovo) – włoski Błogosławiony Kościoła katolickiego.

## Życiorys
Pochodził z religijnej rodziny. W 1410 roku, mając 20 lat wstąpił do zakonu Braci Mniejszych. Został wyświęcony na kapłana, a potem został mianowany kaznodzieją. Zmarł mając 61 lat w opinii świętości. Jego kult jako błogosławionego został potwierdzony przez papieża Piusa IX w dniu 29 marca 1860 roku.